# Hermann Möhring

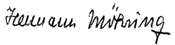
Unterschrift von Hermann Möhring 1979

Hermann Möhring (* 9. September 1900 in Dahlenwarsleben; † 5. Juli 1986 in Fulda) war ein deutscher Hochschullehrer, Redakteur und politisch Verfolgter in der DDR. Er gehörte der SPD an und wurde in der Sowjetischen Besatzungszone (SBZ) durch die Zwangsvereinigung mit der KPD Mitglied der SED.

## Leben
Möhring war Sohn eines in der SPD aktiven Maurers. Nach dem Besuch der Volksschule wurde er Buchdrucker, andere Quellen sagen: Schriftsetzer. Wie auch sein Vater setzte er sich in der Politik ein und wurde Funktionär bei der Sozialisten Arbeiterjugend (SAJ).
Ab 1919 war er Mitglied in der SPD. Da sich die SAJ erst 1922 als Zusammenschluss der Jugendorganisationen der SPD und USPD gründete, ist zu vermuten, dass er zuerst Mitglied der VAJV war. Später wurde er Leiter der Jugendherberge auf der Leuchtenburg. An Ostern 1927 hielt er dort den Vortrag „Die Klasse und ihre Überwindung“. Ab 1933 trat Hermann Möhring im Kreis Oberbarnim aktiv mit der „Eisernen Front“ gegen die Nationalsozialisten auf. Bis zum Verbot durch die Nationalsozialisten war er Redakteur der Zeitschrift Das Volk in Jena. Im Mai 1933 wurde er in „Schutzhaft“ genommen und anschließend zu neun Monaten Gefängnis wegen „Heimtücke“ verurteilt. Nach der Auflösung der SPD arbeitete er als Besitzer eines Tabakladens. In dieser Zeit war er ein festes Mitglied des politischen Widerstandes in Deutschland.

### Leben nach Kriegsende 1945
Er erlebte das Kriegsende in Magdeburg und wurde infolge der Zwangsvereinigung von SPD und KPD zur SED Mitglied der SED, konnte sich aber mit dem Gedanken der Vereinigung der SPD und der KPD nie recht anfreunden. Er wurde im April 1946 in das Sekretariat des Bezirksvorstandes der SED Magdeburg gewählt. Später wurde er Kultursekretär in Magdeburg und kam schließlich 1947, zunächst als Schüler, dann als Dozent und Abteilungsleiter, auf die SED-Parteihochschule Karl Marx nach Liebenwalde, danach auf die Hakeburg in Kleinmachnow bei Berlin. Dabei lernte er den 20 Jahre jüngeren Wolfgang Leonhard kennen.
Schon in Magdeburg versuchten sowjetische Offiziere ihn als Spitzel gegen Sozialdemokraten zu gewinnen, die als Gegner der Ausschaltung ihrer Partei bekannt waren. Als der Druck zur Spionage zunahm und das ursprünglich vereinbarte Prinzip der Parität zwischen Kommunisten und Sozialdemokraten immer mehr aufgegeben wurde, folgte der Ausschluss aus der SED. Im Oktober 1948 flüchtete Möhring mit seiner Familie aus der SBZ nach West-Berlin.

### Flucht im Oktober 1948
In West-Berlin konnte er sich beruflich nicht etablieren, er musste von Arbeitslosengeld leben. Die Berliner SPD verübelte ihm, dass er sich nicht gegen die Zwangsvereinigung gewehrt hatte. Etwa ab 1949 arbeitete er in einen Förderkreis zur Unterstützung einer zu gründenden USPD / UAPD / FKPD mit, die jedoch unter dem Streit zwischen Karl Heinz Scholz und der „Schlömer-Möhring-Gruppe“ litt. und wahrscheinlich auch überwiegend aus Informanten der Parteien und Mitarbeitern der Geheimdienste bestand.
Als Mitbegründer der „Sozialistischen Vereinigung“ arbeitete er – zumindest im Jahre 1952 – in der SWV (Sozialwissenschaftliche Vereinigung) mit, die sich wegen der Verhaftung von Alfred Weiland erst 1952 wiederfand. Als Redakteur der Zeitschrift „Pro und Contra. Weder Ost noch West – die ungeteilte Welt“ schuf er sich eine neue Basis für die Beeinflussung ehemaliger SPD-Mitglieder in Ost-Berlin und der sowjetischen Besatzungszone. Bald gelang es, regelmäßige Verbindungen zu Lesern in Ost-Berlin herzustellen.
Als eines Tages der Kurier ausfiel, brachte er die Zeitschriften-Exemplare selbst nach Berlin-Rummelsburg.

### Verhaftung in der DDR im Jahre 1952
An diesem 7. November 1952 wurde er verhaftet. Laut Festnahmebericht wurde er von dem ZK-Mitarbeiter Wilhelm T. „als der ehemalige Lehrer an der Parteihochschule Kleinmachnow“ erkannt. Ein Fluchtversuch scheiterte.
Er kam in das Zentrale Untersuchungsgefängnis des MGB, den Keller des vormaligen St-Antonius-Krankenhauses in Berlin-Karlshorst. Am 13. Mai 1953 verurteilte ein sowjetisches Militärtribunal Möhring wegen „antisowjetischen Agitation“ und „illegaler Gruppenbildung“ zu zweimal 25 Jahren Zwangsarbeit, zusammengezogen (reduziert) auf 35 Jahren.
Möhring galt offenbar als großer Fang. Sein Name durfte in der Haftanstalt nicht genannt werden. Es bestand der Verdacht, dass er für den amerikanischen und französischen Geheimdienst arbeite. Aufgrund seiner Freundschaft mit Benno Sternberg ist das auch nicht unmöglich. Selbst 1956 gewährte das KGB dem MfS keine Einsicht in die Akten ihres Häftlings Möhring.
Im Juni/Juli 1953 wurde Möhring über Brest Litowsk nach Moskau ins Gefängnis der Lubjanka, im Oktober 1953 dann ins Zwangsarbeitslager Workuta verbracht, wo im August ein Aufstand der Häftlinge blutig niedergeschlagen worden war. Danach ging er auf Transport nach Swerdlowsk ins Lager IV. Dort wurde er mit Personen zusammengesperrt, die später als Nazihelfer im Sachsenhausen-Prozess verurteilt wurden.
Die Rückführung in die DDR im Rahmen der „Heimkehr der Zehntausend“ im Jahr 1956 brachte Möhring aber nicht die Freiheit, sondern weitere Haft in der Justizvollzugsanstalt Bautzen und ab 1958 im Zuchthaus Brandenburg. Dort traf er wieder auf Alfred Weiland. Dieser setzte sich nach seiner Entlassung im selben Jahr für Hermann Möhring beim Ostbüro der SPD ein. Im Jahr 1960 veröffentlichte Weiland in der DGB-Zeitung „Welt der Arbeit“ einen Bericht über die Haftbedingungen, der auch im The Guardian unter dem Titel Political prisoners on starvation diet. Condition worsening in East German gaols angesprochen wurde.

### Freilassung 1964 und Übersiedlung in die Bundesrepublik
Als Möhring 1964 in die Bundesrepublik entlassen wurde, hatte seine Haftzeit insgesamt zwölf Jahre betragen. Nach seiner Freilassung arbeitete er, zusammen mit Weiland, bei dem „Verband politischer Häftlinge“ (VPH) mit. Im Jahre 1974 war er eine treibende Kraft bei der Gründung der „Gemeinwesenarbeit Fulda-Aschenberg e. V.“ Noch mit 79 Jahren nahm er eine Reise nach Bonn auf sich, um an einer Tagung des VPH teilzunehmen. Auch bei der SPD in Fulda war er zu dieser Zeit noch aktiv.
Als seine geistigen Kräfte zu schwinden begannen, versuchte er, sich das Leben zu nehmen. Im Pflegeheim der Arbeiterwohlfahrt Fulda-Petersberg lebte er bis zu seinem Tod.
Die Hauptmilitärstaatsanwaltschaft der Russischen Föderation rehabilitierte Hermann Möhring am 22. Januar 1999 als Opfer politischer Repressionen.